# Warrior Mountain
Warrior Mountain är ett berg i Kanada.   Det ligger i provinsen Alberta, i den södra delen av landet, 3 000 km väster om huvudstaden Ottawa. Toppen på Warrior Mountain är 2 937 meter över havet, eller 189 meter över den omgivande terrängen. Bredden vid basen är 1,3 km.
Terrängen runt Warrior Mountain är huvudsakligen bergig.Trakten runt Warrior Mountain är nära nog obefolkad, med mindre än två invånare per kvadratkilometer.. Det finns inga samhällen i närheten. 
Trakten runt Warrior Mountain består i huvudsak av gräsmarker.